# Арсенид алюминия
Арсени́д алюми́ния (AlAs) — бинарное неорганическое химическое соединение алюминия и мышьяка.
Применяется для создания оптоэлектронных приборов (светодиодов, полупроводниковых лазеров, фотоприёмников). В гетероструктурах с арсенидом галлия — для изготовления сверхбыстродействующих транзисторов.

## Физические свойства

### Общие
При нормальных условиях оранжевые кристаллы c кристаллической решеткой типа цинковой обманки (сфалерита), пространственная группа T2d-F-43m, постоянная решетки 0,566 нм.
- Коэффициент линейного термического расширения 5 ppm/К.
- микротвёрдость 5 ГПа.
- Коэффициент объемного сжатия 7,81 дин/см−2.
- Концентрация атомов 4,25*1022 см−3[1].

### Полупроводниковые
Непрямозонный полупроводник с шириной запрещённой зоны 2,15 эВ при 300 K. Подвижность электронов ~1200 см2В−1с−1 и их эффективная масса ~ 0,7 me.

## Химические свойства
При комнатной температуре устойчив в сухом воздухе. Нерастворим в воде, но реагирует с ней (особенно быстро с горячей) или с водяным паром с образованием гидроксида алюминия и арсина. Пыль воспламеняется от контакта с водой.
Бурно реагирует даже со слабыми кислотами с образованием соответствующей соли алюминия и арсина.

## Получение
Получают путём длительного нагревания порошков алюминия и мышьяка без доступа воздуха:
- As + Al = AlAs.

Синтез этого соединения, особенно крупных монокристаллов затруднён вследствие очень высокой температуры плавления и агрессивности алюминия при этой температуре. Сообщалось, что некоторым исследователям удалось вырастить монокристаллы AlAs из расплава, наилучшие образцы таких кристаллов с дырочным типом проводимости имели концентрацию носителей ~1019 см−3.

## Применение
Перспективный полупроводниковый материал для применения в оптоэлектронике, например, для создания полупроводниковых лазеров и др. (см. выше). Недостаток AlAs по сравнению с другими полупроводниовыми материалами типа III-V (GaAs, GaP) — трудность выращивания больших монокристаллов и нестабильность свойств приборов на его основе, обусловленное взаимодействием этого соединения с влагой воздуха.
Постоянные решёток AlAs и GaAs почти равны, что способствует выращиванию малодислокационных монокристаллических плёнок AlAs на GaAs, что позволяет создавать гетеропереходы и сверхрешётки с исключительно высокой подвижностью зарядов, что применяется в СВЧ-приборах, например, в транзисторах с высокой подвижностью электронов и других приборах, использующих эффекты квантовой ямы.

## Токсичность, опасность и предосторожности
Весьма ядовит при попадании внутрь, так как при реакции с желудочным соком образуется чрезвычайно ядовитый арсин. Негорюч. Хранить в герметичных сосудах, для избежания взаимодействия с влагой воздуха.